# Orlando Martínez (Boxer)
Orlando Martínez Romero (* 2. September 1944 in Havanna; † 22. September 2021 ebenda) war ein kubanischer Boxer. Martínez war Olympiasieger 1972 und Gewinner der Panamerikanischen Spiele 1975. Außerdem war er Teilnehmer der Olympischen Spiele 1968 und 1976.

## Karriere
Martínez war kubanischer Meister 1967 im Fliegengewicht (-51 kg) und 1969, 1973 und 1975 im Bantamgewicht (-54 kg).
1968 startete Martínez im Fliegengewicht bei den Olympischen Spielen in Mexiko-Stadt, schied jedoch bereits im ersten Kampf gegen den Ungarn Tibor Badari aus (3:2). 1972 gewann er im Bantamgewicht die Zentralamerika- und Karibikspiele in San José, wobei er u. a. Wilfred Benitez, Puerto Rico, schlug. Im selben Jahr startete er auch wieder bei den Olympischen Spielen und erreichte nach Siegen über Maung Win, Birma (4:1), den EM-Dritten von 1971 Michael Dowling, Irland (4:1), den Dritten der Asienmeisterschaften von 1971 Ferry Moniaga, Indonesien (5:0), und George Turpin, Großbritannien (3:2), das Finale. In diesem stand ihm der erst 18-jährige spätere WBO-Weltmeister Alfonso Zamora, Mexiko, gegenüber, welchen er mit 5:0 Richterstimmen schlagen konnte und damit die olympische Goldmedaille gewann.
1974 schied Martínez bei den Zentralamerika- und Karibikspielen bereits im ersten Kampf gegen Wilfredo Gomez aus (4:1), welcher danach auch das Turnier gewann. Ebenfalls an Gomez scheiterte er im Halbfinale der Zentralamerika- und Karibikspiele 1974. Die Zentralamerika- und Karibikmeisterschaften im selben Jahr konnte er jedoch gewinnen. Bei den Panamerikanischen Spielen 1975 gewann Martínez mit einem Finalsieg über Bernard Taylor, USA (4:1), die Goldmedaille. Mit diesem Erfolg im Rücken startete er im Jahr darauf zum dritten Mal bei den Olympischen Spielen, scheiterte jedoch bereits im Achtelfinale gegen den Silbermedaillengewinner der Asienspiele 1974 Chul Soon Hwang, Südkorea (3:2).

## Einzelnachweis
1. ↑  Lamentan deceso de Orlando Martínez, gloria del boxeo cubano

## Quelle
- amateur-boxing.strefa.pl

| Personendaten    | Personendaten            |
| ---------------- | ------------------------ |
| NAME             | Martínez, Orlando        |
| ALTERNATIVNAMEN  | Martínez Romero, Orlando |
| KURZBESCHREIBUNG | kubanischer Boxer        |
| GEBURTSDATUM     | 2. September 1944        |
| GEBURTSORT       | Havanna, Kuba            |
| STERBEDATUM      | 22. September 2021       |
| STERBEORT        | Havanna, Kuba            |